# Columbus Grove (Ohio)
Pour les articles homonymes, voir Columbus Grove.
Columbus Grove est un village américain situé dans le comté de Putnam, dans l'Ohio. Selon le recensement de 2010, sa population est de 2 137 habitants.